# 肯塔基州零號公路
《肯塔基州零號公路》（又译作）是一款由Cardboard Computer開發並由安纳布尔纳互动發行的點擊式冒險遊戲，其最初在2011年通過眾籌網站Kickstarter首次發布，並之後發展成五個章節，前四章分別在2013年1月7日、2013年5月31日、2014年5月6日和2016年7月19日公開，而集齊五章的最終版本則在2020年1月28日公開發售。至於平台方面，該作初期只有Linux、Microsoft Windows和OS X三個PC版本，後來在第五章發行時才增加Nintendo Switch、PlayStation 4和Xbox One版。
《肯塔基州零號公路》講述名叫康威（Conway）的貨車司機沿著虛構的肯塔基州零號公路駕駛，欲前往山茱路5號（5 Dogwood Drive），為其工作的古董公司交貨時遇到形形色色的陌生人。遊戲發售後各章節均收獲不錯的評價，主要集中在其視覺藝術、敘事、人物塑造、氛圍和主題方面，並在第五章發行時入選多個2010年代最佳遊戲名單，更獲提名2020年遊戲大獎的最具影響力遊戲。

## 遊戲玩法

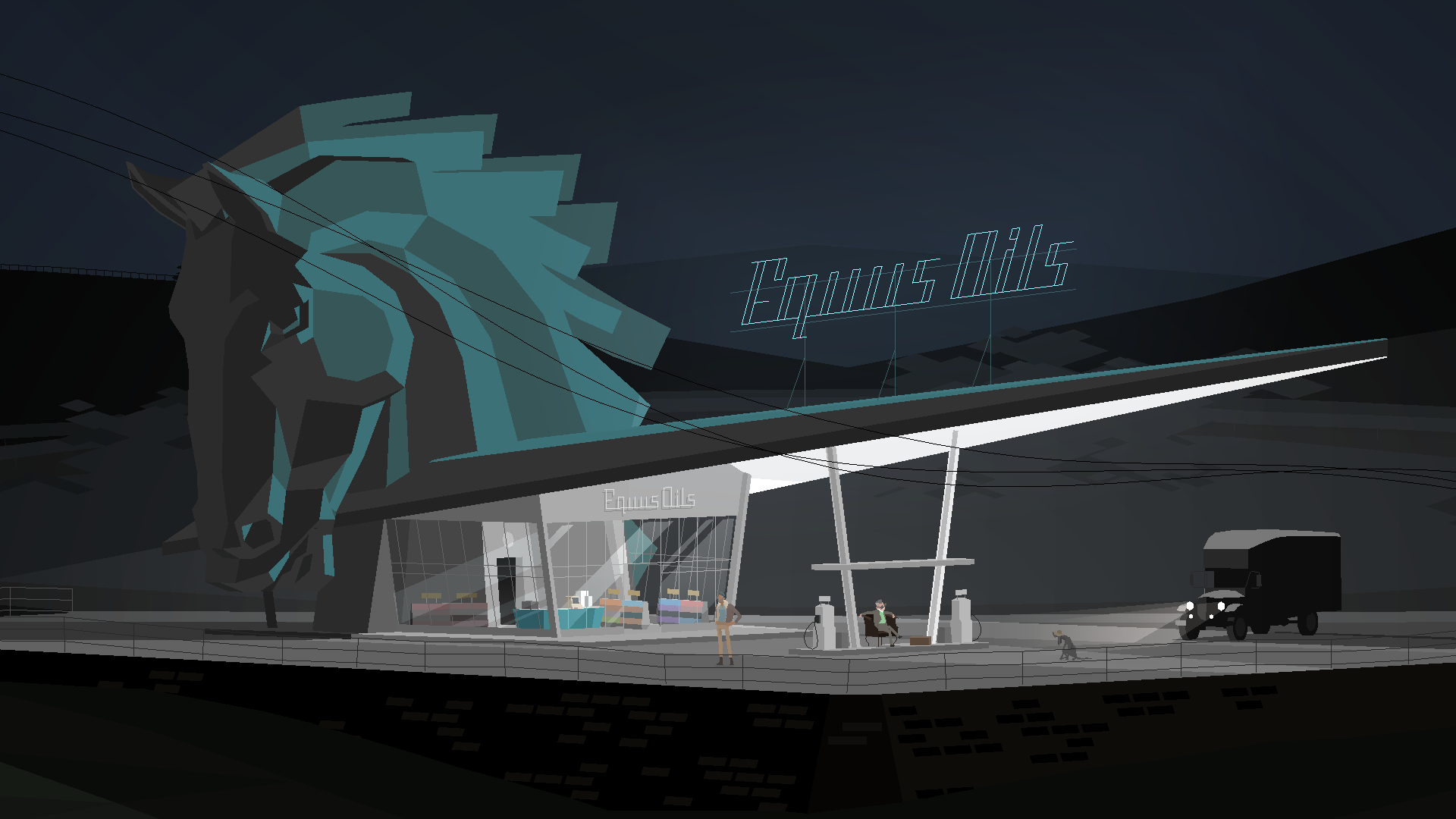
遊戲的開始地雅科士油站（Equus Oils），男主角會在這裡問路

《肯塔基州零號公路》是一款以對話推動劇情的點擊式冒險遊戲，沒有傳統的謎題和挑戰，而是把重心放在故事和紛圍上。玩家可以通過單擊畫面來控制作中主角康威，走動其至另一位置，或與其他角色或事物交互。當遇到交談時，玩家需要在對話選項中作出選擇，決定康威接下來要說的句子。遊戲分有多個地點，康威可以使用其貨車在各地點間移動。當在道路上行駛時，《肯塔基州零號公路》會顯示出一張地圖，玩家要在地圖上選擇目的地，將貨車引導至其被指派去的區域。另外玩家在某些時候會控制到其他角色，甚至要決定其要說的內容。

## 開發
在《肯塔基州零號公路》的製作初期，Cardboard Computer的開發者受到加夫列尔·加西亚·马尔克斯、弗兰纳里·奥康纳和大卫·林奇的作品影響。他們還在劇院的劇本中尋找靈感，這些劇本後來幫助了其對人物塑造、對話、場景設計以及空間、燈光和角色運動的處理。此外，《肯塔基州零號公路》的引擎為Unity。
《肯塔基州零號公路》最初只在Linux、Microsoft Windows和OS X上發行，直至第五章公開後才由安纳布尔纳互动發售以Nintendo Switch、PlayStation 4和Xbox One為平台的「電視版」（TV Edition）。最後一章的更新的還加入了幕後花絮、錄音字幕、可調整的文本比例、Steam成就以及法語、意大利語、德語、西班牙語、俄語、韓語和日語的在地化翻譯。

## 反應
| 游戏                      | Metacritic                                     |
| ------------------------- | ---------------------------------------------- |
| 肯塔基州零號公路 – 第一章 | 81/100                                         |
| 肯塔基州零號公路 – 第二章 | 82/100                                         |
| 肯塔基州零號公路 – 第三章 | 91/100                                         |
| 肯塔基州零號公路 – 第四章 | 90/100                                         |
| 肯塔基州零號公路          | PC：86/100 NS：87/100 PS4：88/100 XONE：87/100 |

《肯塔基州零號公路》發行後獲得評論家的廣泛好評，前四章分別得到81/100、82/100、91/100和90/100分，而集齊五章的PC版版則分別根據10條評論獲得86/100分、其餘三個版本（NS、PS4和XONE）則分別根據19條、16條和8條評出同樣的87/100分，81-88分為「大致正面評價」，90分以上則是「一致好評」。
IGN的湯姆·馬克斯（Tom Marks）給予《肯塔基零號公路》電視版8/10分，更形容該作是一款會生成優美詩歌的點擊式冒險遊戲，雖然其講述故事的方式有時就像快要報廢的舊貨車一樣，顯得略為笨拙，但它表達對白的方式使得玩家值得走一趟這精緻縹緲的空靈之旅。GameSpot的賈斯汀·克拉克（Justin Clark）為《肯塔基零號公路》電視版打出9/10分，他指該作有著令人嘆為觀止的極簡主義藝術風格，也用了獨特的故敘事手法描述了一個有力且值得沉思的故事，但也存在著無法重玩以前的場景，以及主要和次要的故事線有時會被作中的世界觀弄得難以理解等問題。Game Informer的喬·朱巴（Joe Juba）則為《肯塔基零號公路》電視版評出8.5/10分，形容該作很「奇怪」，它專注在其概念上，而不採用傳統的謎題和挑戰，但以互動型藝術來說卻是令人既陶醉又著迷。
Rock, Paper, Shotgun的約翰·沃克（John Walker）認為《肯塔基零號公路》是2013年的年度遊戲。包括Polygon和《華盛頓郵報》等多個媒體也將該作列入2010年代最佳遊戲名單內。

### 獲得獎項與提名
| 年份 | 獎項     | 類別           | 結果 | 來源   |
| ---- | -------- | -------------- | ---- | ------ |
| 2020 | 遊戲大獎 | 最具影響力遊戲 | 提名 | [ 23 ] |

## 延伸閱讀
- Plante, Chris. . Polygon. 2019-11-12  [2019-11-13]. （原始内容存档于2021-04-21） （美国英语）.

## 外部連結
- 官方网站
- 豆瓣游戏上《肯塔基0号路》的资料 （页面存档备份，存于）（简体中文）